# Северо-Баодинская операция (1947)
Северо-Баодинская операция (кит. упр. 第一次保北战役, палл. Диицы Баобэй чжаньи, буквально: «Первое сражение севернее Баодина», 25 июня — 6 июля 1947) — боевые действия в центральной части провинции Хэбэй летом 1947 года во время гражданской войны в Китае.

## Предыстория
В мае 1947 года коммунисты начали крупное наступление в Северо-Восточном Китае. Встревоженный успехами коммунистов, Чан Кайши приказал войскам, размещённым в северном Китае, прийти на помощь Северо-Востоку. Узнав об этом приказе, ЦК КПК отдал Шаньси-Чахар-Хэбэйскому советскому району указание начать боевые действия, чтобы сковать северокитайские гоминьдановские войска и не дать перебросить их на Северо-Восток. В середине июня коммунисты нанесли гоминьдановцам поражение на востоке провинции Хэбэй и перерезали железнодорожную магистраль, идущую к Тяньцзиню с юга.
Так как боевые действия на Северо-Востоке продолжались (именно в середине июня коммунисты начали штурм Сыпина), Мао Цзэдун 19 июня распорядился, чтобы отдохнувшие войска не расходились в места постоянной дислокации, а нанесли ещё один удар по врагу. В радиограмме Чжу Дэ, Лю Шаоци и Не Жунчжэню он порекомендовал нанести всеми силами удар по железной дороге связывающей Тяньцзинь с Бэйпином, а если обстановка не будет этому благоприятствовать — то атаковать железную дорогу, связывающую Бэйпин с Баодином.
Проанализировав обстановку, командование Шаньси-Чахар-Хэбэйской полевой армии пришло к выводу, что тяньцзиньская группировка гоминьдановских войск является слишком сильной, а вот севернее Баодина противник располагает лишь небольшими регулярными силами, основную массу его войск в том районе составляют охранные части. Поэтому было решено до начала осенних дождей провести операцию в районе к северу от Баодина. Развитая дорожная сеть в этом регионе требовала проведения операции быстро и неожиданно, чтобы противник не успел перебросить подкрепления. Поэтому войска армии, по-прежнему административно объединённые в три колонны, при передвижении из уездов Цинсянь и Цансянь к исходным позициям для наступления шли по ночам, а днём отдыхали.

## Ход событий
Вечером 24 июня войска 2-й колонны начали штурм административного центра уезда Сюйшуй, и к вечеру 26 июня овладели городом, уничтожив защищавшие его гоминьдановские войска. Войска 3-й колонны с 25 июня начали захватывать ключевые пункты на железной дороге, идущей на северо-восток от Сюйшуя, и окружили Гучэн, расположенный между Сюйшуем и Динсином. 26 июня начался штурм Гучэна, и после тяжёлых боёв 28 июня коммунисты овладели и этим городом. Войска 4-й колонны в период 25-27 июня также занимались уничтожением вражеских войск в мелких населённых пунктах севернее Баодина.
Таким образом, за три дня боёв войска Шаньси-Чахар-Хэбэйской полевой армии перерезали железную дорогу, соединяющую Баодин и Бэйпин, овладели административным центром уезда Сюйшуй, и вышли на подступы к административным центрам уездов Динсин и Исянь. Используя выгодную ситуацию, командование отдало приказ войскам 2-й колонны всеми силами быстро наступать на север, выйдя в район западнее Динсина — южнее Лайшуя.

## Итоги и последствия
В результате Чжэнтайского, Цинцанского и Баобэйского сражений китайские коммунисты уничтожили большое количество живой силы противника и способствовали успеху наступления в Северо-Восточном Китае. По завершении Баобэйского сражения войска Шаньси-Чахар-Хэбэйской полевой армии китайских коммунистов разместились в районе Аньго-Динсянь, и два месяца посвятили отдыху и боевой учёбе.